# Tiril Eckhoff
Tiril Kampenhaug Eckhoff (Bærum, 21 mei 1990) is een voormalig Noorse biatlete. Eckhoff vertegenwoordigde haar vaderland op de Olympische Winterspelen 2014 in Sotsji. Ze is de jongere zus van oud-biatleet Stian Eckhoff en biatleet Kaja Eckhoff en studeert aan de Technische Universiteit in Trondheim.

## Carrière
Eckhoff maakte haar wereldbekerdebuut in maart 2011 in Oslo. Op 16 maart 2012 scoorde de Noorse in Chanty-Mansiejsk haar eerste wereldbekerpunten, twee dagen later behaalde ze voor de eerste maal in haar carrière een toptienklassering in een wereldbekerwedstrijd.
In december 2013 stond Eckhoff in Annecy-Le Grand Bornand voor de eerste maal in haar carrière op het podium van een wereldbekerwedstrijd. Tijdens de Olympische Winterspelen 2014  in Sotsji veroverde de Noorse de bronzen medaille op de 12,5 kilometer massastart, daarnaast eindigde ze als achttiende op zowel de 15 kilometer individueel als de 7,5 kilometer sprint en als 24e op de 10 kilometer achtervolging. Tevens maakte ze samen met Fanny Horn, Ann Kristin Flatland en Tora Berger deel uit van de vrouwen-estafetteploeg die brons won, terwijl ze samen met Tora Berger,Ole Einar Bjørndalen en Emil Hegle Svendsen olympisch kampioen werd op de gemengde estafette.
Op 6 december 2014 boekte Eckhoff in Östersund haar eerste wereldbekerzege.

## Resultaten

### Olympische Winterspelen
| Jaar | Plaats      | Onderdeel   | Onderdeel | Onderdeel     | Onderdeel  | Onderdeel | Onderdeel          |
| Jaar | Plaats      | Individueel | Sprint    | Achtervolging | Massastart | Estafette | Gemengde estafette |
| ---- | ----------- | ----------- | --------- | ------------- | ---------- | --------- | ------------------ |
| 2014 | Sotsji      | 18e         | 18e       | 24e           | ↑          | ↑         | ↑                  |
| 2018 | Pyeongchang | 23e         | 24e       | 9e            | ↑          | 4e        | ↑                  |
| 2022 | Peking      | 22e         | 11e       | ↑             | ↑          | 4e        | ↑                  |

### Wereldkampioenschappen
| Jaar | Plaats            | Onderdeel   | Onderdeel | Onderdeel     | Onderdeel  | Onderdeel | Onderdeel          | Onderdeel                 |
| Jaar | Plaats            | Individueel | Sprint    | Achtervolging | Massastart | Estafette | Gemengde estafette | Single gemengde estafette |
| ---- | ----------------- | ----------- | --------- | ------------- | ---------- | --------- | ------------------ | ------------------------- |
| 2012 | Ruhpolding        | –           | –         | –             | –          | –         | –                  |                           |
| 2013 | Nové Město        | –           | –         | –             | –          | –         | –                  |                           |
| 2015 | Kontiolahti       | 52e         | 19e       | 18e           | 15e        | 4e        | Brons              |                           |
| 2016 | Oslo Holmenkollen | 43e         | Goud      | 17e           | 24e        | Goud      | Brons              |                           |
| 2017 | Hochfilzen        | 39e         | 13e       | 30e           | 12e        | 11e       | 8e                 |                           |
| 2019 | Östersund         | 37e         | 9e        | Zilver        | 5e         | Goud      | Goud               | –                         |
| 2020 | Antholz           | 15e         | 59e       | 20e           | 7e         | Goud      | Goud               | –                         |
| 2021 | Pokljuka          | 23e         | Goud      | Goud          | Brons      | Goud      | Goud               | Zilver                    |

### Wereldkampioenschappen junioren
| Jaar | Plaats     | Onderdeel   | Onderdeel | Onderdeel     | Onderdeel |
| Jaar | Plaats     | Individueel | Sprint    | Achtervolging | Estafette |
| ---- | ---------- | ----------- | --------- | ------------- | --------- |
| 2008 | Ruhpolding | 7e          | 31e       | 32e           | –         |
| 2009 | Canmore    | –           | –         | –             | 5e        |
| 2010 | Torsby     | 30e         | 16e       | 14e           | –         |
| 2011 | Nové Město | 8e          | 16e       | 5e            | 4e        |

### Wereldbeker
Eindklasseringen
| Seizoen   | Algemeen | Individueel | Sprint | Achtervolging | Massastart |
| --------- | -------- | ----------- | ------ | ------------- | ---------- |
| 2011/2012 | 54e      | –           | 63e    | 56e           | 34e        |
| 2012/2013 | 29e      | –           | 28e    | 28e           | 25e        |
| 2013/2014 | 7e       | 10e         | 9e     | 5e            | 8e         |
| 2014/2015 | 11e      | 24e         | 6e     | 20e           | 14e        |
| 2015/2016 | 11e      | 14e         | 20e    | 10e           | 10e        |
| 2016/2017 | 11e      | 72e         | 6e     | 16e           | 12e        |
| 2017/2018 | 23e      | 39e         | 16e    | 29e           | 27e        |
| 2018/2019 | 13e      | 14e         | 20e    | 10e           | 15e        |
| 2019/2020 | Zilver   | 15e         | Brons  | Goud          | Zilver     |
| 2020/2021 | Goud     | 27e         | Goud   | Goud          | 5e         |
| 2021/2022 | 11e      | 13e         | 7e     | 13e           | 11e        |

Wereldbekerzeges
| Nr.         | Datum            | Plaats           | Onderdeel           |
| Individueel | Individueel      | Individueel      | Individueel         |
| ----------- | ---------------- | ---------------- | ------------------- |
| 1.          | 6 december 2014  | Östersund        | 7,5 km sprint       |
| 2.          | 5 maart 2016     | Oslo (WK)        | 7,5 km sprint       |
| 3.          | 3 maart 2017     | Kontiolahti      | 7,5 km sprint       |
| 4.          | 19 maart 2017    | Oslo             | 12,5 km massastart  |
| 5.          | 18 januari 2018  | Antholz          | 7,5 km sprint       |
| 6.          | 8 februari 2019  | Canmore          | 12,5 km individueel |
| 7.          | 15 december 2019 | Hochfilzen       | 10 km achtervolging |
| 8.          | 20 december 2019 | Le Grand-Bornand | 7,5 km sprint       |
| 9.          | 21 december 2019 | Le Grand-Bornand | 10 km achtervolging |
| 10.         | 22 december 2019 | Le Grand-Bornand | 12,5 km massastart  |
| 11.         | 15 januari 2020  | Ruhpolding       | 7,5 km sprint       |
| 12.         | 19 januari 2020  | Ruhpolding       | 10 km achtervolging |
| 13.         | 8 maart 2020     | Nové Město       | 12,5 km massastart  |
| 14.         | 6 december 2020  | Kontiolahti      | 10 km achtervolging |
| 15.         | 18 december 2020 | Hochfilzen       | 7,5 km sprint       |
| 16.         | 19 december 2020 | Hochfilzen       | 10 km achtervolging |
| 17.         | 8 januari 2021   | Oberhof          | 7,5 km sprint       |
| 18.         | 9 januari 2021   | Oberhof          | 10 km achtervolging |
| 19.         | 14 januari 2021  | Oberhof          | 7,5 km sprint       |
| 20.         | 13 februari 2021 | Pokljuka (WK)    | 7,5 km sprint       |
| 21.         | 14 februari 2021 | Pokljuka (WK)    | 10 km achtervolging |
| 22.         | 6 maart 2021     | Nové Město       | 7,5 km sprint       |
| 23.         | 7 maart 2021     | Nové Město       | 10 km achtervolging |
| 24.         | 12 maart 2021    | Nové Město       | 7,5 km sprint       |
| 25.         | 13 maart 2021    | Nové Město       | 10 km achtervolging |
| 26.         | 19 maart 2021    | Östersund        | 7,5 km sprint       |
| 27.         | 6 maart 2022     | Kontiolahti      | 10 km achtervolging |
| 28.         | 18 maart 2022    | Oslo             | 7,5 km sprint       |
| 29.         | 19 maart 2022    | Oslo             | 10 km achtervolging |
| Estafettes  |                  |                  |                     |
| 1.          | 6 februari 2015  | Nove Mesto       | Gemengde estafette  |
| 2.          | 29 november 2015 | Östersund        | Gemengde estafette  |
| 3.          | 11 maart 2016    | Oslo (WK)        | 4x6 km estafette    |
| 4.          | 11 maart 2016    | Oslo (WK)        | 4x6 km estafette    |
| 5.          | 27 november 2017 | Östersund        | Gemengde estafette  |
| 6.          | 7 maart 2019     | Östersund (WK)   | Gemengde estafette  |
| 7.          | 16 maart 2019    | Östersund (WK)   | 4x6 km estafette    |
| 8.          | 8 december 2019  | Östersund        | 4x6 km estafette    |
| 9.          | 14 december 2019 | Hochfilzen       | 4x6 km estafette    |
| 10.         | 11 januari 2020  | Oberhof          | 4x6 km estafette    |
| 11.         | 13 februari 2020 | Antholz (WK)     | Gemengde estafette  |
| 12.         | 22 februari 2020 | Antholz (WK)     | 4x6 km estafette    |
| 13.         | 7 maart 2020     | Nové Město       | 4x6 km estafette    |
| 14.         | 12 december 2020 | Hochfilzen       | 4x6 km estafette    |
| 15.         | 10 februari 2021 | Pokljuka (WK)    | Gemengde estafette  |
| 16.         | 20 februari 2021 | Pokljuka (WK)    | 4x6 km estafette    |
| 17.         | 14 maart 2021    | Nové Město       | Gemengde estafette  |
| 18.         | 22 januari 2022  | Antholz          | 4x6 km estafette    |
| 19.         | 3 maart 2022     | Kontiolahti      | 4x6 km estafette    |
| 20.         | 13 maart 2022    | Otepää           | Gemengde estafette  |